# Floridaceras
A Floridaceras az emlősök (Mammalia) osztályának páratlanujjú patások (Perissodactyla) rendjébe, ezen belül az orrszarvúfélék (Rhinocerotidae) családjába tartozó fosszilis nem.

## Tudnivalók
A Floridaceras Észak-Amerika endemikus orrszarvúja volt, amely a miocén kor elején és közepén élt, vagyis 20,6-16,3 millió évvel ezelőtt. Körülbelül 11,1 millió évig maradt fent.

## Rendszertani besorolása
A Floridacerasnak Wood adta a nevét, 1964-ben. Típusfaja a Floridaceras whitei. Csak 1964-ben Wood az orrszarvúfélék családjába helyezte az állatot, amit Carroll 1988-ban meg is erősített. 1988-ban Prothero az orrszarvúféléken belül az Aceratheriinae alcsaládba sorolja a Floridacerast.

## Lelőhelyek
A Floridacerast csak a floridai Gilchrist megyében találták meg, a Thomas Farm Site nevű lelőhelyen.

## Fordítás
- Ez a szócikk részben vagy egészben  a   Floridaceras című angol Wikipédia-szócikk fordításán alapul.  Az eredeti cikk szerkesztőit annak laptörténete sorolja fel. Ez a jelzés csupán a megfogalmazás eredetét és a szerzői jogokat jelzi, nem szolgál a cikkben szereplő információk forrásmegjelöléseként.